# Ryan Kraft
Ryan Kraft (* 7. November 1975 in Bottineau, North Dakota) ist ein ehemaliger US-amerikanischer Eishockeyspieler, der im Verlauf seiner aktiven Karriere zwischen 1994 und 2010 unter anderem 276 Spiele für die Kassel Huskies in der Deutschen Eishockey Liga (DEL) und 2. Bundesliga auf der Position des Centers bestritten hat. Darüber hinaus absolvierte Kraft sieben Partien für die San Jose Sharks in der National Hockey League (NHL) und stand in weit über 300 Begegnungen in der American Hockey League (AHL) auf dem Eis.

## Karriere
Kraft spielte zunächst von 1994 bis 1998 an der University of Minnesota in der Western Collegiate Hockey Association (WCHA), einer Liga im Spielbetrieb der National Collegiate Athletic Association (NCAA). Dort gewann er am Ende der Saison 1995/96 die Meisterschaft der WCHA. Nachdem ihn die San Jose Sharks bereits im NHL Entry Draft 1995 in der achten Runde an 194. Stelle ausgewählt hatten, wechselte der US-Amerikaner nach seiner Ausbildung in die Organisation des Franchises aus Kalifornien, wo er zunächst in East Coast Hockey League (ECHL) für die Richmond Renegades auf dem Eis stand.
Auch in den folgenden drei Jahren spielte der Center ausschließlich in den Minor Leagues bei den Farmteams San Joses, den Kentucky Thoroughblades und Cleveland Barons aus der American Hockey League (AHL). Nach seiner ersten vollständigen Saison in der AHL im Spieljahr 2000/01 wurde Kraft mit der Dudley „Red“ Garrett Memorial Award für den besten Rookie der Saison ausgezeichnet und zudem ins Second All-Star Team und All-Rookie Team der AHL berufen. Als Folge wurde der Angreifer für den Kader der US-amerikanischen Nationalmannschaft bei der Weltmeisterschaft 2001 nominiert und bestritt in der Spielzeit 2002/03 seine einzigen sieben NHL-Spiele für die San Jose Sharks. Nach der Saison lief Krafts Vertrag aus und er unterzeichnete im Sommer 2003 einen neuen Vertrag bei den New York Islanders, die ihn jedoch ausschließlich in der AHL bei den Bridgeport Sound Tigers spielen ließen.
Zur Saison 2005/06 wechselte der Mittelstürmer nach Europa in die Deutsche Eishockey Liga (DEL) zu den Kassel Huskies. Trotz des Abstiegs der Huskies in die 2. Bundesliga blieb Kraft bei den Nordhessen und feierte mit ihnen nach zwei Jahren den Wiederaufstieg in die DEL. Nach der Saison 2009/10 beendete der 34-Jährige seine aktive Karriere.

## Erfolge und Auszeichnungen
| - 1995 WCHA All-Rookie Team - 1996 WCHA All-Academic Team - 1996 Broadmoor-Trophy-Gewinn mit der University of Minnesota - 1999 Teilnahme am ECHL All-Star Game - 2000 Teilnahme am ECHL All-Star Game | - 2001 Teilnahme am AHL All-Star Classic - 2001 Dudley „Red“ Garrett Memorial Award - 2001 AHL Second All-Star Team - 2001 AHL All-Rookie Team - 2002 Teilnahme am AHL All-Star Classic |

## Karrierestatistik

### International
Vertrat die USA bei:
- Weltmeisterschaft 2001

(Legende zur Spielerstatistik: Sp oder GP = absolvierte Spiele; T oder G = erzielte Tore; V oder A = erzielte Assists; Pkt oder Pts = erzielte Scorerpunkte; SM oder PIM = erhaltene Strafminuten; +/− = Plus/Minus-Bilanz; PP = erzielte Überzahltore; SH = erzielte Unterzahltore; GW = erzielte Siegtore; 1 Play-downs/Relegation; Kursiv: Statistik nicht vollständig)